# Такер (Джорджія)
Такер (англ. Tucker) — місто (англ. city) в США, в окрузі Декальб штату Джорджія. Населення — 37 005 осіб (2020).

## Географія
Такер розташований за координатами 33°51′11″ пн. ш. 84°13′16″ зх. д. / 33.85306° пн. ш. 84.22111° зх. д. (33.852958, -84.221131).  За даними Бюро перепису населення США в 2010 році місто мало площу 31,32 км², з яких 31,03 км² — суходіл та 0,29 км² — водойми. В 2017 році площа становила 51,74 км², з яких 51,39 км² — суходіл та 0,35 км² — водойми.

## Демографія
Згідно з переписом 2010 року, у переписній місцевості мешкала 27 581 особа в 11 047 домогосподарствах у складі 7101 родини. Густота населення становила 881 особа/км².  Було 11894 помешкання (380/км²).
Расовий склад населення:
| - 63,0 % — білих - 22,3 % — чорних або афроамериканців - 7,4 % — азіатів - 0,4 % — корінних американців - 0,1 % — вихідців з тихоокеанських островів - 4,3 % — осіб інших рас |

До двох чи більше рас належало 2,7 %. Частка іспаномовних становила 10,6 % від усіх жителів.
За віковим діапазоном населення розподілялося таким чином: 22,5 % — особи молодші 18 років, 62,3 % — особи у віці 18—64 років, 15,2 % — особи у віці 65 років та старші. Медіана віку мешканця становила 40,4 року. На 100 осіб жіночої статі у переписній місцевості припадало 93,4 чоловіків;  на 100 жінок у віці від 18 років та старших — 90,1 чоловіків також старших 18 років.
Середній дохід на одне домашнє господарство  становив 79 720 доларів США (медіана — 60 656), а середній дохід на одну сім'ю — 90 083 долари (медіана — 74 247). Медіана доходів становила 50 036 доларів для чоловіків та 50 415 доларів для жінок. За межею бідності перебувало 16,6 % осіб, у тому числі 26,6 % дітей у віці до 18 років та 7,8 % осіб у віці 65 років та старших.
Цивільне працевлаштоване населення становило 13 155 осіб. Основні галузі зайнятості: освіта, охорона здоров'я та соціальна допомога — 24,7 %, науковці, спеціалісти, менеджери — 14,1 %, роздрібна торгівля — 11,8 %.